# Skärgölen (Simonstorps socken, Östergötland, 651573-152481)
Skärgölen är en sjö i Norrköpings kommun i Östergötland och ingår i Kilaån-Motala ströms kustområde. Sjön har en area på 0,176 kvadratkilometer och ligger 73,3 meter över havet. Vid provfiske har bland annat abborre, gers, gädda och mört fångats i sjön.

## Delavrinningsområde
Skärgölen ingår i det delavrinningsområde (651520-152404) som SMHI kallar för Utloppet av Svängbågen. Medelhöjden är 88 meter över havet och ytan är 26,63 kvadratkilometer. Det finns ett avrinningsområde uppströms, och räknas det in blir den ackumulerade arean 42,84 kvadratkilometer. Avrinningsområdets utflöde Pjältån (Storån) mynnar i havet. Avrinningsområdet består mestadels av skog (84 procent). Avrinningsområdet har 3,01 kvadratkilometer vattenytor vilket ger det en sjöprocent på 11,3 procent.

## Fisk
Vid provfiske har följande fisk fångats i sjön:
- Abborre
- Gärs
- Gädda
- Mört
- Sarv
- Sutare